# A Grand Don't Come for Free
Albums de The Streets
All Got Our Runnins (EP)
(2003) The Hardest Way To Make an Easy Living
(2006)
A Grand Don't Come for Free est le deuxième album studio du rappeur londonien Mike Skinner, mieux connu sous son nom de scène, The Streets. Il s'agit de son troisième disque après All Got Our Runnins (EP) en 2003.
L'album sort le 18 mai 2004.
L'album apparaît dans la liste des 1001 albums que vous devez avoir écouté avant de mourir. Il s'agit d'un album-concept qui suit l'histoire de son personnage et la relation qu'il entretient avec une jeune femme nommée Simone.
L'album s'est vendu à 3 millions d'exemplaires dans le monde.

## L'album

### Liste des pistes
| No  | Titre                          | Durée |
| --- | ------------------------------ | ----- |
| 1.  | It Was Supposed to Be So Easy  | 3:56  |
| 2.  | Could Well Be In               | 4:24  |
| 3.  | Not Addicted                   | 3:40  |
| 4.  | Blinded by the Lights          | 4:45  |
| 5.  | Wouldn't Have It Any Other Way | 4:36  |
| 6.  | Get Out of My House            | 3:52  |
| 7.  | Fit But You Know It            | 4:14  |
| 8.  | Such a Twat                    | 3:48  |
| 9.  | What Is He Thinking?           | 4:41  |
| 10. | Dry Your Eyes                  | 4:31  |
| 11. | Empty Cans                     | 8:15  |

### Les singles
Le premier single issu de l'album, Fit But You Know It atteint la 4e place du classement des charts britannique à sa sortie. Le second single, Dry Your Eyes entre directement numéro un du même classement. L'album lui-même se classe 1er des charts d'album au Royaume-Uni. 11e en Australie et numéro 82e aux États-Unis. Deux autres singles, Blinded by the Lights and Could Well Be In sortent mais ne parviennent pas à atteindre la notoriété des deux précédents.
| Fit But You Know It   | 1er mars 2004     | 4 |
| Dry Your Eyes         | 31 mai 2004       | 1 |
| Blinded by the Lights | 13 septembre 2004 | - |
| Could Well Be In      | 8 novembre 2004   | - |

### L'artwork
La pochette de l'album met en scène le rappeur attendant à un arrêt de bus délabré dans une ville de nuit.

## Du côté des critiques
La réponse de la part de la critique, tout comme celle du précédent album, étaient unanimement positives. Il détient actuellement un score de 91/100 sur le site Metacritic, soit légèrement plus que Original Pirate Material, le précédent album avec un score de 90/100.
The Austin Chronicle nomme l'album 1er album hip-hop du nouveau millennium. Pitchfork classe A Grand Don't Come for Free 129e dans le classement des 200 meilleurs albums des années 2000.

## L'histoire de l'album-concept
Dans l'album, le personnage principal perd 1 000 £, ou a "grand" en termes d'argot britannique, et s’efforce de récupérer l'argent.
1. Dans la première piste de l'album, It Was Supposed to Be So Easy, il ne peut rassembler la somme nécessaire. Il met pour cela, un stratagème pour retrouver l’argent.
2. Il commence à fréquenter une jeune femme nommée Simone qui travaille dans un JD Sports, un magasin de sport anglais, avec son ami Dan. (Could Well Be In).
3. Il essaie de gagner 1 000 £ au jeu. Après une série de victoires, il ne peut désespérément pas arriver à temps chez le bookmaker pour gagner plus. Heureusement, la prédiction était fausse, il s'agit de son jour de chance. (Not Addicted).
4. Il attend en vain Simone dans une boîte de nuit et passe son temps à boire de l'alcool, prendre de la cocaïne et de l’ecstasy. Il pense voir Simone embrasser Dan mais la drogue le fait halluciner avant qu’il ne puisse y réfléchir. (Blinded By the Lights).
5. Il se rend au domicile de Simone et se retrouve confortablement installé à fumer de la marijuana au lieu d'être en train de boire un coup avec ses amis dans un pub. (Wouldn't Have It Any Other Way).
6. Il se dispute avec Simone et cette dernière le chasse de chez elle. (Get Out of My House).
7. Il frime dans un restaurant à emporter pour impressionner les filles pendant une nuit de vacances à boire. (Fit But You Know It).
8. Il rentre de vacances et repense avec remords aux évènements de la nuit passée lors d'une conversation téléphonique avec un de ses amis. Il réalise alors qu'il veut rester avec Simone. (Such a Twat).
9. Il suspecte son ami Scott de lui voler son manteau, son argent et sa petite amie mais découvre que Simone entretient maintenant une relation avec Dan. (What is He Thinking?).
10. Simone rompt avec lui et il relate le moment de la rupture et ses émotions. (Dry Your Eyes).
11. Le dernier morceau, Empty Cans, propose deux fins au scénario, une fin amère et une heureuse. (La première où lui et le réparateur de télévision se bagarrent, et une seconde où il se réconcilie avec son ami et retrouve 1 000 £ qui étaient tombés dans la télévision, la faisant dysfonctionner.

La face B du single Fit But You Know It sorti en Angleterre contient la chanson Soaked By The Ale (3:33). Le passage de l'histoire de cette chanson prend place entre les morceaux Fit But You Know It et Such A Twat. Un des amis de Mikei est fâché contre lui pour lui avoir volé une glace pendant des vacances en Espagne, réaction due à l'excès d'alcool. L'ordre chronologique est identifié dans Such A Twat au moment où Skinner dit « And that incident with the ice cream I forgot, it all ended in our vodka » (« Et cet incident avec la glace que j’avais oublié, tout cela a fini dans la vodka qu’on a partagée. »).

## Certifications
| Pays              | Certification | Unités certifiées |
| ----------------- | ------------- | ----------------- |
| Royaume-Uni (BPI) | 4 × Platine   | 1 200 000         |